# Stanley Baker
William Stanley Baker, född 28 februari 1928 i Ferndale, Wales, död 28 juni 1976 i Málaga, Spanien, var en brittisk skådespelare och filmproducent.

## Roller i urval
- 1951 – Med flaggan i topp
- 1953 – Det grymma havet
- 1955 – Richard III
- 1956 – Sköna Helena av Troja
- 1959 – Fasans timmar
- 1959 – Helvetet i djungeln
- 1959 – Ödesdigert möte
- 1960 – Den kriminelle
- 1961 – Kanonerna på Navarone
- 1962 – Eva
- 1962 – Mannen som dog 3 gånger
- 1964 – Zulu (även producent)
- 1965 – Kalaharis glödande sand (även producent)
- 1967 – Rånet (även producent)
- 1968 – La ragazza con la pistola
- 1969 – Den sista handgranaten
- 1970 – Farlig fredag
- 1972 – Skjut mej inte i ryggen